# Živko Janevski
Živko Janevski, cir. Живко Јаневски (4 agosto 1953), è un compositore di scacchi macedone.
È uno specialista di problemi eterodossi, in particolare di aiutomatto e di automatto.
Ha ricevuto i titoli di Giudice internazionale per la composizione e di Grande Maestro della composizione.
Due volte campione del mondo per la composizione di aiutomatti (1989-91 e 1998-2000).
Editore della rivista di scacchi macedone "Orbit" e autore di libri ed articoli sulla composizione scacchistica, tra cui:
- Antologija na makedonskiot problemski šah  (1987)
- The Modern helpmate in two, con Nikola Stolev  (1989)
- ASP - The caught of my imagination (2004)
- Živko Janevski - Selected Helpmates (2009)
- Chris J. Feather Selected Problems  (2010)[1]

Due suoi problemi:
|   | a | b | c | d | e | f | g | h |   |
| 8 | d7 pedone del nero · f7 pedone del nero · h7 pedone del nero · d6 torre del bianco · e6 alfiere del nero · h6 re del nero · b5 cavallo del nero · d5 alfiere del bianco · g5 cavallo del nero · h5 cavallo del bianco · d4 pedone del nero · g4 pedone del nero · b3 re del bianco · d3 torre del bianco · e3 torre del nero · f3 pedone del nero · c2 torre del nero · d2 alfiere del bianco | d7 pedone del nero · f7 pedone del nero · h7 pedone del nero · d6 torre del bianco · e6 alfiere del nero · h6 re del nero · b5 cavallo del nero · d5 alfiere del bianco · g5 cavallo del nero · h5 cavallo del bianco · d4 pedone del nero · g4 pedone del nero · b3 re del bianco · d3 torre del bianco · e3 torre del nero · f3 pedone del nero · c2 torre del nero · d2 alfiere del bianco | d7 pedone del nero · f7 pedone del nero · h7 pedone del nero · d6 torre del bianco · e6 alfiere del nero · h6 re del nero · b5 cavallo del nero · d5 alfiere del bianco · g5 cavallo del nero · h5 cavallo del bianco · d4 pedone del nero · g4 pedone del nero · b3 re del bianco · d3 torre del bianco · e3 torre del nero · f3 pedone del nero · c2 torre del nero · d2 alfiere del bianco | d7 pedone del nero · f7 pedone del nero · h7 pedone del nero · d6 torre del bianco · e6 alfiere del nero · h6 re del nero · b5 cavallo del nero · d5 alfiere del bianco · g5 cavallo del nero · h5 cavallo del bianco · d4 pedone del nero · g4 pedone del nero · b3 re del bianco · d3 torre del bianco · e3 torre del nero · f3 pedone del nero · c2 torre del nero · d2 alfiere del bianco | d7 pedone del nero · f7 pedone del nero · h7 pedone del nero · d6 torre del bianco · e6 alfiere del nero · h6 re del nero · b5 cavallo del nero · d5 alfiere del bianco · g5 cavallo del nero · h5 cavallo del bianco · d4 pedone del nero · g4 pedone del nero · b3 re del bianco · d3 torre del bianco · e3 torre del nero · f3 pedone del nero · c2 torre del nero · d2 alfiere del bianco | d7 pedone del nero · f7 pedone del nero · h7 pedone del nero · d6 torre del bianco · e6 alfiere del nero · h6 re del nero · b5 cavallo del nero · d5 alfiere del bianco · g5 cavallo del nero · h5 cavallo del bianco · d4 pedone del nero · g4 pedone del nero · b3 re del bianco · d3 torre del bianco · e3 torre del nero · f3 pedone del nero · c2 torre del nero · d2 alfiere del bianco | d7 pedone del nero · f7 pedone del nero · h7 pedone del nero · d6 torre del bianco · e6 alfiere del nero · h6 re del nero · b5 cavallo del nero · d5 alfiere del bianco · g5 cavallo del nero · h5 cavallo del bianco · d4 pedone del nero · g4 pedone del nero · b3 re del bianco · d3 torre del bianco · e3 torre del nero · f3 pedone del nero · c2 torre del nero · d2 alfiere del bianco | d7 pedone del nero · f7 pedone del nero · h7 pedone del nero · d6 torre del bianco · e6 alfiere del nero · h6 re del nero · b5 cavallo del nero · d5 alfiere del bianco · g5 cavallo del nero · h5 cavallo del bianco · d4 pedone del nero · g4 pedone del nero · b3 re del bianco · d3 torre del bianco · e3 torre del nero · f3 pedone del nero · c2 torre del nero · d2 alfiere del bianco | 8 |
| 7 | d7 pedone del nero · f7 pedone del nero · h7 pedone del nero · d6 torre del bianco · e6 alfiere del nero · h6 re del nero · b5 cavallo del nero · d5 alfiere del bianco · g5 cavallo del nero · h5 cavallo del bianco · d4 pedone del nero · g4 pedone del nero · b3 re del bianco · d3 torre del bianco · e3 torre del nero · f3 pedone del nero · c2 torre del nero · d2 alfiere del bianco | d7 pedone del nero · f7 pedone del nero · h7 pedone del nero · d6 torre del bianco · e6 alfiere del nero · h6 re del nero · b5 cavallo del nero · d5 alfiere del bianco · g5 cavallo del nero · h5 cavallo del bianco · d4 pedone del nero · g4 pedone del nero · b3 re del bianco · d3 torre del bianco · e3 torre del nero · f3 pedone del nero · c2 torre del nero · d2 alfiere del bianco | d7 pedone del nero · f7 pedone del nero · h7 pedone del nero · d6 torre del bianco · e6 alfiere del nero · h6 re del nero · b5 cavallo del nero · d5 alfiere del bianco · g5 cavallo del nero · h5 cavallo del bianco · d4 pedone del nero · g4 pedone del nero · b3 re del bianco · d3 torre del bianco · e3 torre del nero · f3 pedone del nero · c2 torre del nero · d2 alfiere del bianco | d7 pedone del nero · f7 pedone del nero · h7 pedone del nero · d6 torre del bianco · e6 alfiere del nero · h6 re del nero · b5 cavallo del nero · d5 alfiere del bianco · g5 cavallo del nero · h5 cavallo del bianco · d4 pedone del nero · g4 pedone del nero · b3 re del bianco · d3 torre del bianco · e3 torre del nero · f3 pedone del nero · c2 torre del nero · d2 alfiere del bianco | d7 pedone del nero · f7 pedone del nero · h7 pedone del nero · d6 torre del bianco · e6 alfiere del nero · h6 re del nero · b5 cavallo del nero · d5 alfiere del bianco · g5 cavallo del nero · h5 cavallo del bianco · d4 pedone del nero · g4 pedone del nero · b3 re del bianco · d3 torre del bianco · e3 torre del nero · f3 pedone del nero · c2 torre del nero · d2 alfiere del bianco | d7 pedone del nero · f7 pedone del nero · h7 pedone del nero · d6 torre del bianco · e6 alfiere del nero · h6 re del nero · b5 cavallo del nero · d5 alfiere del bianco · g5 cavallo del nero · h5 cavallo del bianco · d4 pedone del nero · g4 pedone del nero · b3 re del bianco · d3 torre del bianco · e3 torre del nero · f3 pedone del nero · c2 torre del nero · d2 alfiere del bianco | d7 pedone del nero · f7 pedone del nero · h7 pedone del nero · d6 torre del bianco · e6 alfiere del nero · h6 re del nero · b5 cavallo del nero · d5 alfiere del bianco · g5 cavallo del nero · h5 cavallo del bianco · d4 pedone del nero · g4 pedone del nero · b3 re del bianco · d3 torre del bianco · e3 torre del nero · f3 pedone del nero · c2 torre del nero · d2 alfiere del bianco | d7 pedone del nero · f7 pedone del nero · h7 pedone del nero · d6 torre del bianco · e6 alfiere del nero · h6 re del nero · b5 cavallo del nero · d5 alfiere del bianco · g5 cavallo del nero · h5 cavallo del bianco · d4 pedone del nero · g4 pedone del nero · b3 re del bianco · d3 torre del bianco · e3 torre del nero · f3 pedone del nero · c2 torre del nero · d2 alfiere del bianco | 7 |
| 6 | d7 pedone del nero · f7 pedone del nero · h7 pedone del nero · d6 torre del bianco · e6 alfiere del nero · h6 re del nero · b5 cavallo del nero · d5 alfiere del bianco · g5 cavallo del nero · h5 cavallo del bianco · d4 pedone del nero · g4 pedone del nero · b3 re del bianco · d3 torre del bianco · e3 torre del nero · f3 pedone del nero · c2 torre del nero · d2 alfiere del bianco | d7 pedone del nero · f7 pedone del nero · h7 pedone del nero · d6 torre del bianco · e6 alfiere del nero · h6 re del nero · b5 cavallo del nero · d5 alfiere del bianco · g5 cavallo del nero · h5 cavallo del bianco · d4 pedone del nero · g4 pedone del nero · b3 re del bianco · d3 torre del bianco · e3 torre del nero · f3 pedone del nero · c2 torre del nero · d2 alfiere del bianco | d7 pedone del nero · f7 pedone del nero · h7 pedone del nero · d6 torre del bianco · e6 alfiere del nero · h6 re del nero · b5 cavallo del nero · d5 alfiere del bianco · g5 cavallo del nero · h5 cavallo del bianco · d4 pedone del nero · g4 pedone del nero · b3 re del bianco · d3 torre del bianco · e3 torre del nero · f3 pedone del nero · c2 torre del nero · d2 alfiere del bianco | d7 pedone del nero · f7 pedone del nero · h7 pedone del nero · d6 torre del bianco · e6 alfiere del nero · h6 re del nero · b5 cavallo del nero · d5 alfiere del bianco · g5 cavallo del nero · h5 cavallo del bianco · d4 pedone del nero · g4 pedone del nero · b3 re del bianco · d3 torre del bianco · e3 torre del nero · f3 pedone del nero · c2 torre del nero · d2 alfiere del bianco | d7 pedone del nero · f7 pedone del nero · h7 pedone del nero · d6 torre del bianco · e6 alfiere del nero · h6 re del nero · b5 cavallo del nero · d5 alfiere del bianco · g5 cavallo del nero · h5 cavallo del bianco · d4 pedone del nero · g4 pedone del nero · b3 re del bianco · d3 torre del bianco · e3 torre del nero · f3 pedone del nero · c2 torre del nero · d2 alfiere del bianco | d7 pedone del nero · f7 pedone del nero · h7 pedone del nero · d6 torre del bianco · e6 alfiere del nero · h6 re del nero · b5 cavallo del nero · d5 alfiere del bianco · g5 cavallo del nero · h5 cavallo del bianco · d4 pedone del nero · g4 pedone del nero · b3 re del bianco · d3 torre del bianco · e3 torre del nero · f3 pedone del nero · c2 torre del nero · d2 alfiere del bianco | d7 pedone del nero · f7 pedone del nero · h7 pedone del nero · d6 torre del bianco · e6 alfiere del nero · h6 re del nero · b5 cavallo del nero · d5 alfiere del bianco · g5 cavallo del nero · h5 cavallo del bianco · d4 pedone del nero · g4 pedone del nero · b3 re del bianco · d3 torre del bianco · e3 torre del nero · f3 pedone del nero · c2 torre del nero · d2 alfiere del bianco | d7 pedone del nero · f7 pedone del nero · h7 pedone del nero · d6 torre del bianco · e6 alfiere del nero · h6 re del nero · b5 cavallo del nero · d5 alfiere del bianco · g5 cavallo del nero · h5 cavallo del bianco · d4 pedone del nero · g4 pedone del nero · b3 re del bianco · d3 torre del bianco · e3 torre del nero · f3 pedone del nero · c2 torre del nero · d2 alfiere del bianco | 6 |
| 5 | d7 pedone del nero · f7 pedone del nero · h7 pedone del nero · d6 torre del bianco · e6 alfiere del nero · h6 re del nero · b5 cavallo del nero · d5 alfiere del bianco · g5 cavallo del nero · h5 cavallo del bianco · d4 pedone del nero · g4 pedone del nero · b3 re del bianco · d3 torre del bianco · e3 torre del nero · f3 pedone del nero · c2 torre del nero · d2 alfiere del bianco | d7 pedone del nero · f7 pedone del nero · h7 pedone del nero · d6 torre del bianco · e6 alfiere del nero · h6 re del nero · b5 cavallo del nero · d5 alfiere del bianco · g5 cavallo del nero · h5 cavallo del bianco · d4 pedone del nero · g4 pedone del nero · b3 re del bianco · d3 torre del bianco · e3 torre del nero · f3 pedone del nero · c2 torre del nero · d2 alfiere del bianco | d7 pedone del nero · f7 pedone del nero · h7 pedone del nero · d6 torre del bianco · e6 alfiere del nero · h6 re del nero · b5 cavallo del nero · d5 alfiere del bianco · g5 cavallo del nero · h5 cavallo del bianco · d4 pedone del nero · g4 pedone del nero · b3 re del bianco · d3 torre del bianco · e3 torre del nero · f3 pedone del nero · c2 torre del nero · d2 alfiere del bianco | d7 pedone del nero · f7 pedone del nero · h7 pedone del nero · d6 torre del bianco · e6 alfiere del nero · h6 re del nero · b5 cavallo del nero · d5 alfiere del bianco · g5 cavallo del nero · h5 cavallo del bianco · d4 pedone del nero · g4 pedone del nero · b3 re del bianco · d3 torre del bianco · e3 torre del nero · f3 pedone del nero · c2 torre del nero · d2 alfiere del bianco | d7 pedone del nero · f7 pedone del nero · h7 pedone del nero · d6 torre del bianco · e6 alfiere del nero · h6 re del nero · b5 cavallo del nero · d5 alfiere del bianco · g5 cavallo del nero · h5 cavallo del bianco · d4 pedone del nero · g4 pedone del nero · b3 re del bianco · d3 torre del bianco · e3 torre del nero · f3 pedone del nero · c2 torre del nero · d2 alfiere del bianco | d7 pedone del nero · f7 pedone del nero · h7 pedone del nero · d6 torre del bianco · e6 alfiere del nero · h6 re del nero · b5 cavallo del nero · d5 alfiere del bianco · g5 cavallo del nero · h5 cavallo del bianco · d4 pedone del nero · g4 pedone del nero · b3 re del bianco · d3 torre del bianco · e3 torre del nero · f3 pedone del nero · c2 torre del nero · d2 alfiere del bianco | d7 pedone del nero · f7 pedone del nero · h7 pedone del nero · d6 torre del bianco · e6 alfiere del nero · h6 re del nero · b5 cavallo del nero · d5 alfiere del bianco · g5 cavallo del nero · h5 cavallo del bianco · d4 pedone del nero · g4 pedone del nero · b3 re del bianco · d3 torre del bianco · e3 torre del nero · f3 pedone del nero · c2 torre del nero · d2 alfiere del bianco | d7 pedone del nero · f7 pedone del nero · h7 pedone del nero · d6 torre del bianco · e6 alfiere del nero · h6 re del nero · b5 cavallo del nero · d5 alfiere del bianco · g5 cavallo del nero · h5 cavallo del bianco · d4 pedone del nero · g4 pedone del nero · b3 re del bianco · d3 torre del bianco · e3 torre del nero · f3 pedone del nero · c2 torre del nero · d2 alfiere del bianco | 5 |
| 4 | d7 pedone del nero · f7 pedone del nero · h7 pedone del nero · d6 torre del bianco · e6 alfiere del nero · h6 re del nero · b5 cavallo del nero · d5 alfiere del bianco · g5 cavallo del nero · h5 cavallo del bianco · d4 pedone del nero · g4 pedone del nero · b3 re del bianco · d3 torre del bianco · e3 torre del nero · f3 pedone del nero · c2 torre del nero · d2 alfiere del bianco | d7 pedone del nero · f7 pedone del nero · h7 pedone del nero · d6 torre del bianco · e6 alfiere del nero · h6 re del nero · b5 cavallo del nero · d5 alfiere del bianco · g5 cavallo del nero · h5 cavallo del bianco · d4 pedone del nero · g4 pedone del nero · b3 re del bianco · d3 torre del bianco · e3 torre del nero · f3 pedone del nero · c2 torre del nero · d2 alfiere del bianco | d7 pedone del nero · f7 pedone del nero · h7 pedone del nero · d6 torre del bianco · e6 alfiere del nero · h6 re del nero · b5 cavallo del nero · d5 alfiere del bianco · g5 cavallo del nero · h5 cavallo del bianco · d4 pedone del nero · g4 pedone del nero · b3 re del bianco · d3 torre del bianco · e3 torre del nero · f3 pedone del nero · c2 torre del nero · d2 alfiere del bianco | d7 pedone del nero · f7 pedone del nero · h7 pedone del nero · d6 torre del bianco · e6 alfiere del nero · h6 re del nero · b5 cavallo del nero · d5 alfiere del bianco · g5 cavallo del nero · h5 cavallo del bianco · d4 pedone del nero · g4 pedone del nero · b3 re del bianco · d3 torre del bianco · e3 torre del nero · f3 pedone del nero · c2 torre del nero · d2 alfiere del bianco | d7 pedone del nero · f7 pedone del nero · h7 pedone del nero · d6 torre del bianco · e6 alfiere del nero · h6 re del nero · b5 cavallo del nero · d5 alfiere del bianco · g5 cavallo del nero · h5 cavallo del bianco · d4 pedone del nero · g4 pedone del nero · b3 re del bianco · d3 torre del bianco · e3 torre del nero · f3 pedone del nero · c2 torre del nero · d2 alfiere del bianco | d7 pedone del nero · f7 pedone del nero · h7 pedone del nero · d6 torre del bianco · e6 alfiere del nero · h6 re del nero · b5 cavallo del nero · d5 alfiere del bianco · g5 cavallo del nero · h5 cavallo del bianco · d4 pedone del nero · g4 pedone del nero · b3 re del bianco · d3 torre del bianco · e3 torre del nero · f3 pedone del nero · c2 torre del nero · d2 alfiere del bianco | d7 pedone del nero · f7 pedone del nero · h7 pedone del nero · d6 torre del bianco · e6 alfiere del nero · h6 re del nero · b5 cavallo del nero · d5 alfiere del bianco · g5 cavallo del nero · h5 cavallo del bianco · d4 pedone del nero · g4 pedone del nero · b3 re del bianco · d3 torre del bianco · e3 torre del nero · f3 pedone del nero · c2 torre del nero · d2 alfiere del bianco | d7 pedone del nero · f7 pedone del nero · h7 pedone del nero · d6 torre del bianco · e6 alfiere del nero · h6 re del nero · b5 cavallo del nero · d5 alfiere del bianco · g5 cavallo del nero · h5 cavallo del bianco · d4 pedone del nero · g4 pedone del nero · b3 re del bianco · d3 torre del bianco · e3 torre del nero · f3 pedone del nero · c2 torre del nero · d2 alfiere del bianco | 4 |
| 3 | d7 pedone del nero · f7 pedone del nero · h7 pedone del nero · d6 torre del bianco · e6 alfiere del nero · h6 re del nero · b5 cavallo del nero · d5 alfiere del bianco · g5 cavallo del nero · h5 cavallo del bianco · d4 pedone del nero · g4 pedone del nero · b3 re del bianco · d3 torre del bianco · e3 torre del nero · f3 pedone del nero · c2 torre del nero · d2 alfiere del bianco | d7 pedone del nero · f7 pedone del nero · h7 pedone del nero · d6 torre del bianco · e6 alfiere del nero · h6 re del nero · b5 cavallo del nero · d5 alfiere del bianco · g5 cavallo del nero · h5 cavallo del bianco · d4 pedone del nero · g4 pedone del nero · b3 re del bianco · d3 torre del bianco · e3 torre del nero · f3 pedone del nero · c2 torre del nero · d2 alfiere del bianco | d7 pedone del nero · f7 pedone del nero · h7 pedone del nero · d6 torre del bianco · e6 alfiere del nero · h6 re del nero · b5 cavallo del nero · d5 alfiere del bianco · g5 cavallo del nero · h5 cavallo del bianco · d4 pedone del nero · g4 pedone del nero · b3 re del bianco · d3 torre del bianco · e3 torre del nero · f3 pedone del nero · c2 torre del nero · d2 alfiere del bianco | d7 pedone del nero · f7 pedone del nero · h7 pedone del nero · d6 torre del bianco · e6 alfiere del nero · h6 re del nero · b5 cavallo del nero · d5 alfiere del bianco · g5 cavallo del nero · h5 cavallo del bianco · d4 pedone del nero · g4 pedone del nero · b3 re del bianco · d3 torre del bianco · e3 torre del nero · f3 pedone del nero · c2 torre del nero · d2 alfiere del bianco | d7 pedone del nero · f7 pedone del nero · h7 pedone del nero · d6 torre del bianco · e6 alfiere del nero · h6 re del nero · b5 cavallo del nero · d5 alfiere del bianco · g5 cavallo del nero · h5 cavallo del bianco · d4 pedone del nero · g4 pedone del nero · b3 re del bianco · d3 torre del bianco · e3 torre del nero · f3 pedone del nero · c2 torre del nero · d2 alfiere del bianco | d7 pedone del nero · f7 pedone del nero · h7 pedone del nero · d6 torre del bianco · e6 alfiere del nero · h6 re del nero · b5 cavallo del nero · d5 alfiere del bianco · g5 cavallo del nero · h5 cavallo del bianco · d4 pedone del nero · g4 pedone del nero · b3 re del bianco · d3 torre del bianco · e3 torre del nero · f3 pedone del nero · c2 torre del nero · d2 alfiere del bianco | d7 pedone del nero · f7 pedone del nero · h7 pedone del nero · d6 torre del bianco · e6 alfiere del nero · h6 re del nero · b5 cavallo del nero · d5 alfiere del bianco · g5 cavallo del nero · h5 cavallo del bianco · d4 pedone del nero · g4 pedone del nero · b3 re del bianco · d3 torre del bianco · e3 torre del nero · f3 pedone del nero · c2 torre del nero · d2 alfiere del bianco | d7 pedone del nero · f7 pedone del nero · h7 pedone del nero · d6 torre del bianco · e6 alfiere del nero · h6 re del nero · b5 cavallo del nero · d5 alfiere del bianco · g5 cavallo del nero · h5 cavallo del bianco · d4 pedone del nero · g4 pedone del nero · b3 re del bianco · d3 torre del bianco · e3 torre del nero · f3 pedone del nero · c2 torre del nero · d2 alfiere del bianco | 3 |
| 2 | d7 pedone del nero · f7 pedone del nero · h7 pedone del nero · d6 torre del bianco · e6 alfiere del nero · h6 re del nero · b5 cavallo del nero · d5 alfiere del bianco · g5 cavallo del nero · h5 cavallo del bianco · d4 pedone del nero · g4 pedone del nero · b3 re del bianco · d3 torre del bianco · e3 torre del nero · f3 pedone del nero · c2 torre del nero · d2 alfiere del bianco | d7 pedone del nero · f7 pedone del nero · h7 pedone del nero · d6 torre del bianco · e6 alfiere del nero · h6 re del nero · b5 cavallo del nero · d5 alfiere del bianco · g5 cavallo del nero · h5 cavallo del bianco · d4 pedone del nero · g4 pedone del nero · b3 re del bianco · d3 torre del bianco · e3 torre del nero · f3 pedone del nero · c2 torre del nero · d2 alfiere del bianco | d7 pedone del nero · f7 pedone del nero · h7 pedone del nero · d6 torre del bianco · e6 alfiere del nero · h6 re del nero · b5 cavallo del nero · d5 alfiere del bianco · g5 cavallo del nero · h5 cavallo del bianco · d4 pedone del nero · g4 pedone del nero · b3 re del bianco · d3 torre del bianco · e3 torre del nero · f3 pedone del nero · c2 torre del nero · d2 alfiere del bianco | d7 pedone del nero · f7 pedone del nero · h7 pedone del nero · d6 torre del bianco · e6 alfiere del nero · h6 re del nero · b5 cavallo del nero · d5 alfiere del bianco · g5 cavallo del nero · h5 cavallo del bianco · d4 pedone del nero · g4 pedone del nero · b3 re del bianco · d3 torre del bianco · e3 torre del nero · f3 pedone del nero · c2 torre del nero · d2 alfiere del bianco | d7 pedone del nero · f7 pedone del nero · h7 pedone del nero · d6 torre del bianco · e6 alfiere del nero · h6 re del nero · b5 cavallo del nero · d5 alfiere del bianco · g5 cavallo del nero · h5 cavallo del bianco · d4 pedone del nero · g4 pedone del nero · b3 re del bianco · d3 torre del bianco · e3 torre del nero · f3 pedone del nero · c2 torre del nero · d2 alfiere del bianco | d7 pedone del nero · f7 pedone del nero · h7 pedone del nero · d6 torre del bianco · e6 alfiere del nero · h6 re del nero · b5 cavallo del nero · d5 alfiere del bianco · g5 cavallo del nero · h5 cavallo del bianco · d4 pedone del nero · g4 pedone del nero · b3 re del bianco · d3 torre del bianco · e3 torre del nero · f3 pedone del nero · c2 torre del nero · d2 alfiere del bianco | d7 pedone del nero · f7 pedone del nero · h7 pedone del nero · d6 torre del bianco · e6 alfiere del nero · h6 re del nero · b5 cavallo del nero · d5 alfiere del bianco · g5 cavallo del nero · h5 cavallo del bianco · d4 pedone del nero · g4 pedone del nero · b3 re del bianco · d3 torre del bianco · e3 torre del nero · f3 pedone del nero · c2 torre del nero · d2 alfiere del bianco | d7 pedone del nero · f7 pedone del nero · h7 pedone del nero · d6 torre del bianco · e6 alfiere del nero · h6 re del nero · b5 cavallo del nero · d5 alfiere del bianco · g5 cavallo del nero · h5 cavallo del bianco · d4 pedone del nero · g4 pedone del nero · b3 re del bianco · d3 torre del bianco · e3 torre del nero · f3 pedone del nero · c2 torre del nero · d2 alfiere del bianco | 2 |
| 1 | d7 pedone del nero · f7 pedone del nero · h7 pedone del nero · d6 torre del bianco · e6 alfiere del nero · h6 re del nero · b5 cavallo del nero · d5 alfiere del bianco · g5 cavallo del nero · h5 cavallo del bianco · d4 pedone del nero · g4 pedone del nero · b3 re del bianco · d3 torre del bianco · e3 torre del nero · f3 pedone del nero · c2 torre del nero · d2 alfiere del bianco | d7 pedone del nero · f7 pedone del nero · h7 pedone del nero · d6 torre del bianco · e6 alfiere del nero · h6 re del nero · b5 cavallo del nero · d5 alfiere del bianco · g5 cavallo del nero · h5 cavallo del bianco · d4 pedone del nero · g4 pedone del nero · b3 re del bianco · d3 torre del bianco · e3 torre del nero · f3 pedone del nero · c2 torre del nero · d2 alfiere del bianco | d7 pedone del nero · f7 pedone del nero · h7 pedone del nero · d6 torre del bianco · e6 alfiere del nero · h6 re del nero · b5 cavallo del nero · d5 alfiere del bianco · g5 cavallo del nero · h5 cavallo del bianco · d4 pedone del nero · g4 pedone del nero · b3 re del bianco · d3 torre del bianco · e3 torre del nero · f3 pedone del nero · c2 torre del nero · d2 alfiere del bianco | d7 pedone del nero · f7 pedone del nero · h7 pedone del nero · d6 torre del bianco · e6 alfiere del nero · h6 re del nero · b5 cavallo del nero · d5 alfiere del bianco · g5 cavallo del nero · h5 cavallo del bianco · d4 pedone del nero · g4 pedone del nero · b3 re del bianco · d3 torre del bianco · e3 torre del nero · f3 pedone del nero · c2 torre del nero · d2 alfiere del bianco | d7 pedone del nero · f7 pedone del nero · h7 pedone del nero · d6 torre del bianco · e6 alfiere del nero · h6 re del nero · b5 cavallo del nero · d5 alfiere del bianco · g5 cavallo del nero · h5 cavallo del bianco · d4 pedone del nero · g4 pedone del nero · b3 re del bianco · d3 torre del bianco · e3 torre del nero · f3 pedone del nero · c2 torre del nero · d2 alfiere del bianco | d7 pedone del nero · f7 pedone del nero · h7 pedone del nero · d6 torre del bianco · e6 alfiere del nero · h6 re del nero · b5 cavallo del nero · d5 alfiere del bianco · g5 cavallo del nero · h5 cavallo del bianco · d4 pedone del nero · g4 pedone del nero · b3 re del bianco · d3 torre del bianco · e3 torre del nero · f3 pedone del nero · c2 torre del nero · d2 alfiere del bianco | d7 pedone del nero · f7 pedone del nero · h7 pedone del nero · d6 torre del bianco · e6 alfiere del nero · h6 re del nero · b5 cavallo del nero · d5 alfiere del bianco · g5 cavallo del nero · h5 cavallo del bianco · d4 pedone del nero · g4 pedone del nero · b3 re del bianco · d3 torre del bianco · e3 torre del nero · f3 pedone del nero · c2 torre del nero · d2 alfiere del bianco | d7 pedone del nero · f7 pedone del nero · h7 pedone del nero · d6 torre del bianco · e6 alfiere del nero · h6 re del nero · b5 cavallo del nero · d5 alfiere del bianco · g5 cavallo del nero · h5 cavallo del bianco · d4 pedone del nero · g4 pedone del nero · b3 re del bianco · d3 torre del bianco · e3 torre del nero · f3 pedone del nero · c2 torre del nero · d2 alfiere del bianco | 1 |
|   | a | b | c | d | e | f | g | h |   |

Soluzione:
a)  1. Cc3 Axe6   2. Txd3 Axf7#
|   | a | b | c | d | e | f | g | h |   |
| 8 | d7 re del bianco · c6 cavallo del bianco · e6 cavallo del nero · f6 pedone del nero · b5 pedone del nero · c5 re del nero · d5 alfiere del bianco · g5 pedone del nero · h5 donna del bianco · c4 pedone del bianco · d4 donna del nero · e4 alfiere del nero · f4 torre del bianco · b3 pedone del nero · d3 cavallo del nero · h2 pedone del nero · d1 torre del bianco · g1 alfiere del nero | d7 re del bianco · c6 cavallo del bianco · e6 cavallo del nero · f6 pedone del nero · b5 pedone del nero · c5 re del nero · d5 alfiere del bianco · g5 pedone del nero · h5 donna del bianco · c4 pedone del bianco · d4 donna del nero · e4 alfiere del nero · f4 torre del bianco · b3 pedone del nero · d3 cavallo del nero · h2 pedone del nero · d1 torre del bianco · g1 alfiere del nero | d7 re del bianco · c6 cavallo del bianco · e6 cavallo del nero · f6 pedone del nero · b5 pedone del nero · c5 re del nero · d5 alfiere del bianco · g5 pedone del nero · h5 donna del bianco · c4 pedone del bianco · d4 donna del nero · e4 alfiere del nero · f4 torre del bianco · b3 pedone del nero · d3 cavallo del nero · h2 pedone del nero · d1 torre del bianco · g1 alfiere del nero | d7 re del bianco · c6 cavallo del bianco · e6 cavallo del nero · f6 pedone del nero · b5 pedone del nero · c5 re del nero · d5 alfiere del bianco · g5 pedone del nero · h5 donna del bianco · c4 pedone del bianco · d4 donna del nero · e4 alfiere del nero · f4 torre del bianco · b3 pedone del nero · d3 cavallo del nero · h2 pedone del nero · d1 torre del bianco · g1 alfiere del nero | d7 re del bianco · c6 cavallo del bianco · e6 cavallo del nero · f6 pedone del nero · b5 pedone del nero · c5 re del nero · d5 alfiere del bianco · g5 pedone del nero · h5 donna del bianco · c4 pedone del bianco · d4 donna del nero · e4 alfiere del nero · f4 torre del bianco · b3 pedone del nero · d3 cavallo del nero · h2 pedone del nero · d1 torre del bianco · g1 alfiere del nero | d7 re del bianco · c6 cavallo del bianco · e6 cavallo del nero · f6 pedone del nero · b5 pedone del nero · c5 re del nero · d5 alfiere del bianco · g5 pedone del nero · h5 donna del bianco · c4 pedone del bianco · d4 donna del nero · e4 alfiere del nero · f4 torre del bianco · b3 pedone del nero · d3 cavallo del nero · h2 pedone del nero · d1 torre del bianco · g1 alfiere del nero | d7 re del bianco · c6 cavallo del bianco · e6 cavallo del nero · f6 pedone del nero · b5 pedone del nero · c5 re del nero · d5 alfiere del bianco · g5 pedone del nero · h5 donna del bianco · c4 pedone del bianco · d4 donna del nero · e4 alfiere del nero · f4 torre del bianco · b3 pedone del nero · d3 cavallo del nero · h2 pedone del nero · d1 torre del bianco · g1 alfiere del nero | d7 re del bianco · c6 cavallo del bianco · e6 cavallo del nero · f6 pedone del nero · b5 pedone del nero · c5 re del nero · d5 alfiere del bianco · g5 pedone del nero · h5 donna del bianco · c4 pedone del bianco · d4 donna del nero · e4 alfiere del nero · f4 torre del bianco · b3 pedone del nero · d3 cavallo del nero · h2 pedone del nero · d1 torre del bianco · g1 alfiere del nero | 8 |
| 7 | d7 re del bianco · c6 cavallo del bianco · e6 cavallo del nero · f6 pedone del nero · b5 pedone del nero · c5 re del nero · d5 alfiere del bianco · g5 pedone del nero · h5 donna del bianco · c4 pedone del bianco · d4 donna del nero · e4 alfiere del nero · f4 torre del bianco · b3 pedone del nero · d3 cavallo del nero · h2 pedone del nero · d1 torre del bianco · g1 alfiere del nero | d7 re del bianco · c6 cavallo del bianco · e6 cavallo del nero · f6 pedone del nero · b5 pedone del nero · c5 re del nero · d5 alfiere del bianco · g5 pedone del nero · h5 donna del bianco · c4 pedone del bianco · d4 donna del nero · e4 alfiere del nero · f4 torre del bianco · b3 pedone del nero · d3 cavallo del nero · h2 pedone del nero · d1 torre del bianco · g1 alfiere del nero | d7 re del bianco · c6 cavallo del bianco · e6 cavallo del nero · f6 pedone del nero · b5 pedone del nero · c5 re del nero · d5 alfiere del bianco · g5 pedone del nero · h5 donna del bianco · c4 pedone del bianco · d4 donna del nero · e4 alfiere del nero · f4 torre del bianco · b3 pedone del nero · d3 cavallo del nero · h2 pedone del nero · d1 torre del bianco · g1 alfiere del nero | d7 re del bianco · c6 cavallo del bianco · e6 cavallo del nero · f6 pedone del nero · b5 pedone del nero · c5 re del nero · d5 alfiere del bianco · g5 pedone del nero · h5 donna del bianco · c4 pedone del bianco · d4 donna del nero · e4 alfiere del nero · f4 torre del bianco · b3 pedone del nero · d3 cavallo del nero · h2 pedone del nero · d1 torre del bianco · g1 alfiere del nero | d7 re del bianco · c6 cavallo del bianco · e6 cavallo del nero · f6 pedone del nero · b5 pedone del nero · c5 re del nero · d5 alfiere del bianco · g5 pedone del nero · h5 donna del bianco · c4 pedone del bianco · d4 donna del nero · e4 alfiere del nero · f4 torre del bianco · b3 pedone del nero · d3 cavallo del nero · h2 pedone del nero · d1 torre del bianco · g1 alfiere del nero | d7 re del bianco · c6 cavallo del bianco · e6 cavallo del nero · f6 pedone del nero · b5 pedone del nero · c5 re del nero · d5 alfiere del bianco · g5 pedone del nero · h5 donna del bianco · c4 pedone del bianco · d4 donna del nero · e4 alfiere del nero · f4 torre del bianco · b3 pedone del nero · d3 cavallo del nero · h2 pedone del nero · d1 torre del bianco · g1 alfiere del nero | d7 re del bianco · c6 cavallo del bianco · e6 cavallo del nero · f6 pedone del nero · b5 pedone del nero · c5 re del nero · d5 alfiere del bianco · g5 pedone del nero · h5 donna del bianco · c4 pedone del bianco · d4 donna del nero · e4 alfiere del nero · f4 torre del bianco · b3 pedone del nero · d3 cavallo del nero · h2 pedone del nero · d1 torre del bianco · g1 alfiere del nero | d7 re del bianco · c6 cavallo del bianco · e6 cavallo del nero · f6 pedone del nero · b5 pedone del nero · c5 re del nero · d5 alfiere del bianco · g5 pedone del nero · h5 donna del bianco · c4 pedone del bianco · d4 donna del nero · e4 alfiere del nero · f4 torre del bianco · b3 pedone del nero · d3 cavallo del nero · h2 pedone del nero · d1 torre del bianco · g1 alfiere del nero | 7 |
| 6 | d7 re del bianco · c6 cavallo del bianco · e6 cavallo del nero · f6 pedone del nero · b5 pedone del nero · c5 re del nero · d5 alfiere del bianco · g5 pedone del nero · h5 donna del bianco · c4 pedone del bianco · d4 donna del nero · e4 alfiere del nero · f4 torre del bianco · b3 pedone del nero · d3 cavallo del nero · h2 pedone del nero · d1 torre del bianco · g1 alfiere del nero | d7 re del bianco · c6 cavallo del bianco · e6 cavallo del nero · f6 pedone del nero · b5 pedone del nero · c5 re del nero · d5 alfiere del bianco · g5 pedone del nero · h5 donna del bianco · c4 pedone del bianco · d4 donna del nero · e4 alfiere del nero · f4 torre del bianco · b3 pedone del nero · d3 cavallo del nero · h2 pedone del nero · d1 torre del bianco · g1 alfiere del nero | d7 re del bianco · c6 cavallo del bianco · e6 cavallo del nero · f6 pedone del nero · b5 pedone del nero · c5 re del nero · d5 alfiere del bianco · g5 pedone del nero · h5 donna del bianco · c4 pedone del bianco · d4 donna del nero · e4 alfiere del nero · f4 torre del bianco · b3 pedone del nero · d3 cavallo del nero · h2 pedone del nero · d1 torre del bianco · g1 alfiere del nero | d7 re del bianco · c6 cavallo del bianco · e6 cavallo del nero · f6 pedone del nero · b5 pedone del nero · c5 re del nero · d5 alfiere del bianco · g5 pedone del nero · h5 donna del bianco · c4 pedone del bianco · d4 donna del nero · e4 alfiere del nero · f4 torre del bianco · b3 pedone del nero · d3 cavallo del nero · h2 pedone del nero · d1 torre del bianco · g1 alfiere del nero | d7 re del bianco · c6 cavallo del bianco · e6 cavallo del nero · f6 pedone del nero · b5 pedone del nero · c5 re del nero · d5 alfiere del bianco · g5 pedone del nero · h5 donna del bianco · c4 pedone del bianco · d4 donna del nero · e4 alfiere del nero · f4 torre del bianco · b3 pedone del nero · d3 cavallo del nero · h2 pedone del nero · d1 torre del bianco · g1 alfiere del nero | d7 re del bianco · c6 cavallo del bianco · e6 cavallo del nero · f6 pedone del nero · b5 pedone del nero · c5 re del nero · d5 alfiere del bianco · g5 pedone del nero · h5 donna del bianco · c4 pedone del bianco · d4 donna del nero · e4 alfiere del nero · f4 torre del bianco · b3 pedone del nero · d3 cavallo del nero · h2 pedone del nero · d1 torre del bianco · g1 alfiere del nero | d7 re del bianco · c6 cavallo del bianco · e6 cavallo del nero · f6 pedone del nero · b5 pedone del nero · c5 re del nero · d5 alfiere del bianco · g5 pedone del nero · h5 donna del bianco · c4 pedone del bianco · d4 donna del nero · e4 alfiere del nero · f4 torre del bianco · b3 pedone del nero · d3 cavallo del nero · h2 pedone del nero · d1 torre del bianco · g1 alfiere del nero | d7 re del bianco · c6 cavallo del bianco · e6 cavallo del nero · f6 pedone del nero · b5 pedone del nero · c5 re del nero · d5 alfiere del bianco · g5 pedone del nero · h5 donna del bianco · c4 pedone del bianco · d4 donna del nero · e4 alfiere del nero · f4 torre del bianco · b3 pedone del nero · d3 cavallo del nero · h2 pedone del nero · d1 torre del bianco · g1 alfiere del nero | 6 |
| 5 | d7 re del bianco · c6 cavallo del bianco · e6 cavallo del nero · f6 pedone del nero · b5 pedone del nero · c5 re del nero · d5 alfiere del bianco · g5 pedone del nero · h5 donna del bianco · c4 pedone del bianco · d4 donna del nero · e4 alfiere del nero · f4 torre del bianco · b3 pedone del nero · d3 cavallo del nero · h2 pedone del nero · d1 torre del bianco · g1 alfiere del nero | d7 re del bianco · c6 cavallo del bianco · e6 cavallo del nero · f6 pedone del nero · b5 pedone del nero · c5 re del nero · d5 alfiere del bianco · g5 pedone del nero · h5 donna del bianco · c4 pedone del bianco · d4 donna del nero · e4 alfiere del nero · f4 torre del bianco · b3 pedone del nero · d3 cavallo del nero · h2 pedone del nero · d1 torre del bianco · g1 alfiere del nero | d7 re del bianco · c6 cavallo del bianco · e6 cavallo del nero · f6 pedone del nero · b5 pedone del nero · c5 re del nero · d5 alfiere del bianco · g5 pedone del nero · h5 donna del bianco · c4 pedone del bianco · d4 donna del nero · e4 alfiere del nero · f4 torre del bianco · b3 pedone del nero · d3 cavallo del nero · h2 pedone del nero · d1 torre del bianco · g1 alfiere del nero | d7 re del bianco · c6 cavallo del bianco · e6 cavallo del nero · f6 pedone del nero · b5 pedone del nero · c5 re del nero · d5 alfiere del bianco · g5 pedone del nero · h5 donna del bianco · c4 pedone del bianco · d4 donna del nero · e4 alfiere del nero · f4 torre del bianco · b3 pedone del nero · d3 cavallo del nero · h2 pedone del nero · d1 torre del bianco · g1 alfiere del nero | d7 re del bianco · c6 cavallo del bianco · e6 cavallo del nero · f6 pedone del nero · b5 pedone del nero · c5 re del nero · d5 alfiere del bianco · g5 pedone del nero · h5 donna del bianco · c4 pedone del bianco · d4 donna del nero · e4 alfiere del nero · f4 torre del bianco · b3 pedone del nero · d3 cavallo del nero · h2 pedone del nero · d1 torre del bianco · g1 alfiere del nero | d7 re del bianco · c6 cavallo del bianco · e6 cavallo del nero · f6 pedone del nero · b5 pedone del nero · c5 re del nero · d5 alfiere del bianco · g5 pedone del nero · h5 donna del bianco · c4 pedone del bianco · d4 donna del nero · e4 alfiere del nero · f4 torre del bianco · b3 pedone del nero · d3 cavallo del nero · h2 pedone del nero · d1 torre del bianco · g1 alfiere del nero | d7 re del bianco · c6 cavallo del bianco · e6 cavallo del nero · f6 pedone del nero · b5 pedone del nero · c5 re del nero · d5 alfiere del bianco · g5 pedone del nero · h5 donna del bianco · c4 pedone del bianco · d4 donna del nero · e4 alfiere del nero · f4 torre del bianco · b3 pedone del nero · d3 cavallo del nero · h2 pedone del nero · d1 torre del bianco · g1 alfiere del nero | d7 re del bianco · c6 cavallo del bianco · e6 cavallo del nero · f6 pedone del nero · b5 pedone del nero · c5 re del nero · d5 alfiere del bianco · g5 pedone del nero · h5 donna del bianco · c4 pedone del bianco · d4 donna del nero · e4 alfiere del nero · f4 torre del bianco · b3 pedone del nero · d3 cavallo del nero · h2 pedone del nero · d1 torre del bianco · g1 alfiere del nero | 5 |
| 4 | d7 re del bianco · c6 cavallo del bianco · e6 cavallo del nero · f6 pedone del nero · b5 pedone del nero · c5 re del nero · d5 alfiere del bianco · g5 pedone del nero · h5 donna del bianco · c4 pedone del bianco · d4 donna del nero · e4 alfiere del nero · f4 torre del bianco · b3 pedone del nero · d3 cavallo del nero · h2 pedone del nero · d1 torre del bianco · g1 alfiere del nero | d7 re del bianco · c6 cavallo del bianco · e6 cavallo del nero · f6 pedone del nero · b5 pedone del nero · c5 re del nero · d5 alfiere del bianco · g5 pedone del nero · h5 donna del bianco · c4 pedone del bianco · d4 donna del nero · e4 alfiere del nero · f4 torre del bianco · b3 pedone del nero · d3 cavallo del nero · h2 pedone del nero · d1 torre del bianco · g1 alfiere del nero | d7 re del bianco · c6 cavallo del bianco · e6 cavallo del nero · f6 pedone del nero · b5 pedone del nero · c5 re del nero · d5 alfiere del bianco · g5 pedone del nero · h5 donna del bianco · c4 pedone del bianco · d4 donna del nero · e4 alfiere del nero · f4 torre del bianco · b3 pedone del nero · d3 cavallo del nero · h2 pedone del nero · d1 torre del bianco · g1 alfiere del nero | d7 re del bianco · c6 cavallo del bianco · e6 cavallo del nero · f6 pedone del nero · b5 pedone del nero · c5 re del nero · d5 alfiere del bianco · g5 pedone del nero · h5 donna del bianco · c4 pedone del bianco · d4 donna del nero · e4 alfiere del nero · f4 torre del bianco · b3 pedone del nero · d3 cavallo del nero · h2 pedone del nero · d1 torre del bianco · g1 alfiere del nero | d7 re del bianco · c6 cavallo del bianco · e6 cavallo del nero · f6 pedone del nero · b5 pedone del nero · c5 re del nero · d5 alfiere del bianco · g5 pedone del nero · h5 donna del bianco · c4 pedone del bianco · d4 donna del nero · e4 alfiere del nero · f4 torre del bianco · b3 pedone del nero · d3 cavallo del nero · h2 pedone del nero · d1 torre del bianco · g1 alfiere del nero | d7 re del bianco · c6 cavallo del bianco · e6 cavallo del nero · f6 pedone del nero · b5 pedone del nero · c5 re del nero · d5 alfiere del bianco · g5 pedone del nero · h5 donna del bianco · c4 pedone del bianco · d4 donna del nero · e4 alfiere del nero · f4 torre del bianco · b3 pedone del nero · d3 cavallo del nero · h2 pedone del nero · d1 torre del bianco · g1 alfiere del nero | d7 re del bianco · c6 cavallo del bianco · e6 cavallo del nero · f6 pedone del nero · b5 pedone del nero · c5 re del nero · d5 alfiere del bianco · g5 pedone del nero · h5 donna del bianco · c4 pedone del bianco · d4 donna del nero · e4 alfiere del nero · f4 torre del bianco · b3 pedone del nero · d3 cavallo del nero · h2 pedone del nero · d1 torre del bianco · g1 alfiere del nero | d7 re del bianco · c6 cavallo del bianco · e6 cavallo del nero · f6 pedone del nero · b5 pedone del nero · c5 re del nero · d5 alfiere del bianco · g5 pedone del nero · h5 donna del bianco · c4 pedone del bianco · d4 donna del nero · e4 alfiere del nero · f4 torre del bianco · b3 pedone del nero · d3 cavallo del nero · h2 pedone del nero · d1 torre del bianco · g1 alfiere del nero | 4 |
| 3 | d7 re del bianco · c6 cavallo del bianco · e6 cavallo del nero · f6 pedone del nero · b5 pedone del nero · c5 re del nero · d5 alfiere del bianco · g5 pedone del nero · h5 donna del bianco · c4 pedone del bianco · d4 donna del nero · e4 alfiere del nero · f4 torre del bianco · b3 pedone del nero · d3 cavallo del nero · h2 pedone del nero · d1 torre del bianco · g1 alfiere del nero | d7 re del bianco · c6 cavallo del bianco · e6 cavallo del nero · f6 pedone del nero · b5 pedone del nero · c5 re del nero · d5 alfiere del bianco · g5 pedone del nero · h5 donna del bianco · c4 pedone del bianco · d4 donna del nero · e4 alfiere del nero · f4 torre del bianco · b3 pedone del nero · d3 cavallo del nero · h2 pedone del nero · d1 torre del bianco · g1 alfiere del nero | d7 re del bianco · c6 cavallo del bianco · e6 cavallo del nero · f6 pedone del nero · b5 pedone del nero · c5 re del nero · d5 alfiere del bianco · g5 pedone del nero · h5 donna del bianco · c4 pedone del bianco · d4 donna del nero · e4 alfiere del nero · f4 torre del bianco · b3 pedone del nero · d3 cavallo del nero · h2 pedone del nero · d1 torre del bianco · g1 alfiere del nero | d7 re del bianco · c6 cavallo del bianco · e6 cavallo del nero · f6 pedone del nero · b5 pedone del nero · c5 re del nero · d5 alfiere del bianco · g5 pedone del nero · h5 donna del bianco · c4 pedone del bianco · d4 donna del nero · e4 alfiere del nero · f4 torre del bianco · b3 pedone del nero · d3 cavallo del nero · h2 pedone del nero · d1 torre del bianco · g1 alfiere del nero | d7 re del bianco · c6 cavallo del bianco · e6 cavallo del nero · f6 pedone del nero · b5 pedone del nero · c5 re del nero · d5 alfiere del bianco · g5 pedone del nero · h5 donna del bianco · c4 pedone del bianco · d4 donna del nero · e4 alfiere del nero · f4 torre del bianco · b3 pedone del nero · d3 cavallo del nero · h2 pedone del nero · d1 torre del bianco · g1 alfiere del nero | d7 re del bianco · c6 cavallo del bianco · e6 cavallo del nero · f6 pedone del nero · b5 pedone del nero · c5 re del nero · d5 alfiere del bianco · g5 pedone del nero · h5 donna del bianco · c4 pedone del bianco · d4 donna del nero · e4 alfiere del nero · f4 torre del bianco · b3 pedone del nero · d3 cavallo del nero · h2 pedone del nero · d1 torre del bianco · g1 alfiere del nero | d7 re del bianco · c6 cavallo del bianco · e6 cavallo del nero · f6 pedone del nero · b5 pedone del nero · c5 re del nero · d5 alfiere del bianco · g5 pedone del nero · h5 donna del bianco · c4 pedone del bianco · d4 donna del nero · e4 alfiere del nero · f4 torre del bianco · b3 pedone del nero · d3 cavallo del nero · h2 pedone del nero · d1 torre del bianco · g1 alfiere del nero | d7 re del bianco · c6 cavallo del bianco · e6 cavallo del nero · f6 pedone del nero · b5 pedone del nero · c5 re del nero · d5 alfiere del bianco · g5 pedone del nero · h5 donna del bianco · c4 pedone del bianco · d4 donna del nero · e4 alfiere del nero · f4 torre del bianco · b3 pedone del nero · d3 cavallo del nero · h2 pedone del nero · d1 torre del bianco · g1 alfiere del nero | 3 |
| 2 | d7 re del bianco · c6 cavallo del bianco · e6 cavallo del nero · f6 pedone del nero · b5 pedone del nero · c5 re del nero · d5 alfiere del bianco · g5 pedone del nero · h5 donna del bianco · c4 pedone del bianco · d4 donna del nero · e4 alfiere del nero · f4 torre del bianco · b3 pedone del nero · d3 cavallo del nero · h2 pedone del nero · d1 torre del bianco · g1 alfiere del nero | d7 re del bianco · c6 cavallo del bianco · e6 cavallo del nero · f6 pedone del nero · b5 pedone del nero · c5 re del nero · d5 alfiere del bianco · g5 pedone del nero · h5 donna del bianco · c4 pedone del bianco · d4 donna del nero · e4 alfiere del nero · f4 torre del bianco · b3 pedone del nero · d3 cavallo del nero · h2 pedone del nero · d1 torre del bianco · g1 alfiere del nero | d7 re del bianco · c6 cavallo del bianco · e6 cavallo del nero · f6 pedone del nero · b5 pedone del nero · c5 re del nero · d5 alfiere del bianco · g5 pedone del nero · h5 donna del bianco · c4 pedone del bianco · d4 donna del nero · e4 alfiere del nero · f4 torre del bianco · b3 pedone del nero · d3 cavallo del nero · h2 pedone del nero · d1 torre del bianco · g1 alfiere del nero | d7 re del bianco · c6 cavallo del bianco · e6 cavallo del nero · f6 pedone del nero · b5 pedone del nero · c5 re del nero · d5 alfiere del bianco · g5 pedone del nero · h5 donna del bianco · c4 pedone del bianco · d4 donna del nero · e4 alfiere del nero · f4 torre del bianco · b3 pedone del nero · d3 cavallo del nero · h2 pedone del nero · d1 torre del bianco · g1 alfiere del nero | d7 re del bianco · c6 cavallo del bianco · e6 cavallo del nero · f6 pedone del nero · b5 pedone del nero · c5 re del nero · d5 alfiere del bianco · g5 pedone del nero · h5 donna del bianco · c4 pedone del bianco · d4 donna del nero · e4 alfiere del nero · f4 torre del bianco · b3 pedone del nero · d3 cavallo del nero · h2 pedone del nero · d1 torre del bianco · g1 alfiere del nero | d7 re del bianco · c6 cavallo del bianco · e6 cavallo del nero · f6 pedone del nero · b5 pedone del nero · c5 re del nero · d5 alfiere del bianco · g5 pedone del nero · h5 donna del bianco · c4 pedone del bianco · d4 donna del nero · e4 alfiere del nero · f4 torre del bianco · b3 pedone del nero · d3 cavallo del nero · h2 pedone del nero · d1 torre del bianco · g1 alfiere del nero | d7 re del bianco · c6 cavallo del bianco · e6 cavallo del nero · f6 pedone del nero · b5 pedone del nero · c5 re del nero · d5 alfiere del bianco · g5 pedone del nero · h5 donna del bianco · c4 pedone del bianco · d4 donna del nero · e4 alfiere del nero · f4 torre del bianco · b3 pedone del nero · d3 cavallo del nero · h2 pedone del nero · d1 torre del bianco · g1 alfiere del nero | d7 re del bianco · c6 cavallo del bianco · e6 cavallo del nero · f6 pedone del nero · b5 pedone del nero · c5 re del nero · d5 alfiere del bianco · g5 pedone del nero · h5 donna del bianco · c4 pedone del bianco · d4 donna del nero · e4 alfiere del nero · f4 torre del bianco · b3 pedone del nero · d3 cavallo del nero · h2 pedone del nero · d1 torre del bianco · g1 alfiere del nero | 2 |
| 1 | d7 re del bianco · c6 cavallo del bianco · e6 cavallo del nero · f6 pedone del nero · b5 pedone del nero · c5 re del nero · d5 alfiere del bianco · g5 pedone del nero · h5 donna del bianco · c4 pedone del bianco · d4 donna del nero · e4 alfiere del nero · f4 torre del bianco · b3 pedone del nero · d3 cavallo del nero · h2 pedone del nero · d1 torre del bianco · g1 alfiere del nero | d7 re del bianco · c6 cavallo del bianco · e6 cavallo del nero · f6 pedone del nero · b5 pedone del nero · c5 re del nero · d5 alfiere del bianco · g5 pedone del nero · h5 donna del bianco · c4 pedone del bianco · d4 donna del nero · e4 alfiere del nero · f4 torre del bianco · b3 pedone del nero · d3 cavallo del nero · h2 pedone del nero · d1 torre del bianco · g1 alfiere del nero | d7 re del bianco · c6 cavallo del bianco · e6 cavallo del nero · f6 pedone del nero · b5 pedone del nero · c5 re del nero · d5 alfiere del bianco · g5 pedone del nero · h5 donna del bianco · c4 pedone del bianco · d4 donna del nero · e4 alfiere del nero · f4 torre del bianco · b3 pedone del nero · d3 cavallo del nero · h2 pedone del nero · d1 torre del bianco · g1 alfiere del nero | d7 re del bianco · c6 cavallo del bianco · e6 cavallo del nero · f6 pedone del nero · b5 pedone del nero · c5 re del nero · d5 alfiere del bianco · g5 pedone del nero · h5 donna del bianco · c4 pedone del bianco · d4 donna del nero · e4 alfiere del nero · f4 torre del bianco · b3 pedone del nero · d3 cavallo del nero · h2 pedone del nero · d1 torre del bianco · g1 alfiere del nero | d7 re del bianco · c6 cavallo del bianco · e6 cavallo del nero · f6 pedone del nero · b5 pedone del nero · c5 re del nero · d5 alfiere del bianco · g5 pedone del nero · h5 donna del bianco · c4 pedone del bianco · d4 donna del nero · e4 alfiere del nero · f4 torre del bianco · b3 pedone del nero · d3 cavallo del nero · h2 pedone del nero · d1 torre del bianco · g1 alfiere del nero | d7 re del bianco · c6 cavallo del bianco · e6 cavallo del nero · f6 pedone del nero · b5 pedone del nero · c5 re del nero · d5 alfiere del bianco · g5 pedone del nero · h5 donna del bianco · c4 pedone del bianco · d4 donna del nero · e4 alfiere del nero · f4 torre del bianco · b3 pedone del nero · d3 cavallo del nero · h2 pedone del nero · d1 torre del bianco · g1 alfiere del nero | d7 re del bianco · c6 cavallo del bianco · e6 cavallo del nero · f6 pedone del nero · b5 pedone del nero · c5 re del nero · d5 alfiere del bianco · g5 pedone del nero · h5 donna del bianco · c4 pedone del bianco · d4 donna del nero · e4 alfiere del nero · f4 torre del bianco · b3 pedone del nero · d3 cavallo del nero · h2 pedone del nero · d1 torre del bianco · g1 alfiere del nero | d7 re del bianco · c6 cavallo del bianco · e6 cavallo del nero · f6 pedone del nero · b5 pedone del nero · c5 re del nero · d5 alfiere del bianco · g5 pedone del nero · h5 donna del bianco · c4 pedone del bianco · d4 donna del nero · e4 alfiere del nero · f4 torre del bianco · b3 pedone del nero · d3 cavallo del nero · h2 pedone del nero · d1 torre del bianco · g1 alfiere del nero | 1 |
|   | a | b | c | d | e | f | g | h |   |

Soluzione:
a) 1. Dxc4 Df3  2. Rxd5 Tf5#